# Восточнонижненемецкие диалекты

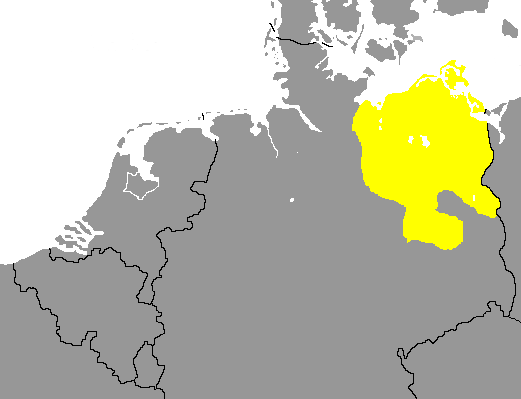
Область распространения восточно-нижненемецких диалектов

Восточнонижненеме́цкие диале́кты (нем. Ostniederdeutsch) — группа нижненемецких диалектов наряду с нижнесаксонскими (западнонижненемецкими) диалектами, распространённые в северо-восточной части Германии (в Мекленбург — Передней Померании, Бранденбурге и на севере Саксонии-Ангальт). К восточнонижненемецким также относят языки бывших подвластных немецких земель восточнее реки Одры. Одним из таких языков является известный во всём мире немецко-платский диалект.

## Характеристика
В отличие от диалектов западнонижненемецких восточные имеют больше общего с верхненемецкими диалектами, однако грамматики обоих нижненемецких языков по большей части идентичны. Различия же можно наблюдать в морфологической структуре, например, в образовании 1-го, 2-го, 3-го лица множественного числа глаголов в Präsens: если для нижнесаксонских диалектов справедлива цепочка wi mak(e)t — ji mak(e)t — se mak(e)t, то в восточнонижненемецком она принимает вид wi maken — ji maken — se maken (в литературном немецком: wir machen — ihr macht — sie machen; см. также Линия единого множественного числа). Кроме того во многих диалектах согласный /s/ переходит в /ʃ/.

## Классификация
Среди диалектов восточнонижненемецкой группы различают:
- Мекленбургско-переднепомеранские диалекты (Mecklenburgisch-Vorpommersch)

- Мекленбургский диалект (Mecklenburgisch)
- Переднепомеранский диалект (Vorpommersch)
- Западномекленбургский диалект (Westmecklenburgisch)

- Маркско-бранденбургские диалекты (Märkisch-Brandenburgisch)

- Северомаркский диалект (Nordmärkisch)
- Среднемаркский диалект (Mittelmärkisch)

- Центральнопомеранский диалект (Mittelpommersch)
- Заднепомеранский диалект (Hinterpommersch)
- Нижнепрусский диалект (Niederpreußisch)

- Немецко-платский диалект (Plautdietsch)

## Современное состояние
Особое развитие получили берлинско-бранденбургские диалекты, которые ранее принадлежали к нижненемецким диалектам (маркско-бранденбургским), однако из-за сильного влияния на них южных соседей диалекты стали причислять к восточносредненемецким. Лексический состав всех восточнонижненемецких диалектов закреплён в соответствующих словарях: Словарь мекленбургского диалекта, Словарь померанского диалекта, Бранденбургско-берлинский словарь, Словарь прусского диалекта. Нижнепрусский диалект считается вымершим ещё с середины XX века, однако его носители — потомки проживавших на территории Восточной и Западной Пруссии людей — разбросаны по всему миру.